# Markus Zoecke
Markus Zoecke (nacido el 10 de mayo de 1968) es un tenista profesional alemán. Su mejor ranking individual fue el Nº48 alcanzado el 23 de marzo de 1992.